# 九州情報大学
九州情報大学（きゅうしゅうじょうほうだいがく、英語: Kyushu Institute of Information Sciences）は、福岡県太宰府市宰府6-3-1に本部を置く私立大学。1998年創立。大学の略称は情報大・九情大・J大・KIIS（じょうほうだい・きゅうじょうだい・ジェー大・キース）。

## 概観

### 大学全体
1989年設置の麻生福岡短期大学を経て1998年に設立された単科大学である。福岡県太宰府市の太宰府キャンパスのほか、福岡市博多区に大学院「博多駅東サテライトキャンパス」を置く。また、大学院では、経営情報学を扱いながらも税理士の税法及び会計学の論文による免除にも対応している。

### 建学の精神（校訓・理念・学是）
九州情報大学は、教育理念として「優れた社会人たるにふさわしい温かい人間性を」 と「優れた科学技術者になるよりも最高の人間性を」 の2つを掲げている。これらは、学校法人九州情報大学の母体である学校法人麻生学園のモットーを継承して1997年に、福岡県太宰府市内に設置された。

## 沿革

### 年表
- 1997年-12月学校法人麻生学園寄附行為変更認可並びに九州情報大学経営情報学部経営情報学科設置認可
- 1998年-4月九州情報大学経営情報学部経営情報学科(入学定員290人)開設
- 1999年-7月九州情報大学の期限を付した入学定員(100 人)の廃止に伴う収容定員の増加(100 人)に係る学則変更認可
- 1999年-12月麻生福岡短期大学廃止認可
- 2001年-4月学校法人麻生学園寄附行為変更認可並びに九州情報大学大学院経営情報学研究科経営情報学専攻修士課程設置認可
- 2002年-3月九州情報大学経営情報学部経営情報学科高等学校第一種免許状(情報)課程認定
- 2002年-4月九州情報大学大学院経営情報学研究科経営情報学専攻修士課程設置
- 2002年-12月設置者の名称変更に係る学校法人九州情報大学寄付行為認可並びに九州情報大学設置者変更認可(学校法人麻生教育学園→学校法人九州情報大学)
- 2003年-4月学校法人九州情報大学設立
- 2003年-11月九州情報大学大学院経営情報学研究科経営情報学専攻博士後期課程開設
- 2004年-2月九州情報大学大学院経営情報学研究科経営情報学専攻博士前期課程教育職員免許過程認定(高等学校教諭専修免許状【情報】)
- 2004年-4月九州情報大学大学院経営情報学研究科経営情報学専攻博士後期課程開設
- 2004年-10月情報ネットワーク学科設置に係る学校法人九州情報大学寄付行為変更届出
- 2005年-3月九州情報大学経営情報学部情報ネットワーク学科教育職員免許課程認定【(高等学校教育一種免許状(情報)】
- 2005年-4月九州情報大学経営情報学部情報ネットワーク学科(入学定員145人)開設経営情報学科の入学定員を(290人→145人)
- 2005年 小郡キャンパスに経営情報学部情報ネットワーク学科設置
- 2008年 経営情報学部情報ネットワーク学科を小郡キャンパスから大宰府キャンパスに変更
- 2008年-11月経営情報学部の収容定員(1200人→720人）に係る九州情報大学収容定員関係学則変更届出
- 2014年-5月事務所の所在地の変更に係る学校法人九州情報大学寄附行為変更届出
- 2014年-11月設置者の名称変更に係る学校法人九州情報大学寄付行為変更認可(学校法人九州情報大学→学校法人麻生教育学園)
- 2015年-1月九州情報大学東京事務所開設
- 2015年-4月学校法人麻生教育学園（学校法人九州情報大学からの名称変更）
- 2016年-4月経営情報学部情報ネットワーク学科の収容定員の変更(360人→200人)に係る九州情報大学収容定員関係学則変更届　出
- 2017年-4月経営情報学部情報ネットワーク学科の入学定員を (90人→50人)に変更経営情報学科の収容定員の変更(360人→200     人)に係る九州情報大学収容定員関係学則変更届出
- 2018年-3月経営情報学部情報ネットワーク学科の教職課程取り下げに係る九州情報大学学則変更届出 九州情報大学大学院経営情報学研究科経営情報学専攻の教職課程取り下げに係る九州情報大学大学院学則変更届出
- 2019年-3月九州情報大学の旧小郡キャンパス跡地をI-PEX株式会社が取得し改装する。後にこの建物は日経ニューオフィス賞を受賞
- 2019年-4月経営情報学部経営情報学科の入学定員を(90人→50人)に変更
- 2019年-10月日本語別科設置に係る九州情報大学学則変更届出
- 2020年-4月九州情報大学日本語別科(入学定員20人)開設
- 2020年-1月私立学校法の改正に伴う学校法人麻生学園寄附行為変更認可
- 2021年-1月九州情報大学東京事務所閉鎖
- 2021年-1月九州情報大学日本語別科【春コース(入学定員20人、収容定員20人)】【秋コース(入学定員20人、収容定員20人)】
- 2023年-4月九州情報大学日本語別科のコース再編【2年コース(入学定員50人、収容定員100人)】
- 2023年-12月管理運営の適正化に伴う学校法人麻生教育学園寄附行為変更認可

## 基礎データ

### 所在地
- 太宰府キャンパス（福岡県太宰府市宰府6-3-1）
- 博多駅前サテライトキャンパス（旧・大学院サテライトキャンパス）（福岡県福岡市博多区博多駅前2-15-7)

### 象徴
九州情報大学のマークは麻生教育学園の学園章と同じ意匠である。この意匠は「違いくぎぬき」、または、「かく違い」と呼ばれており、学生と教職員が力を合わせ大学を発展させることを意味している。

## 教育および研究

### 組織

#### 学部
- 経営情報学部
  - 経営情報学科
    - 会計・マネジメントコース
    - ベンチャー・ITマーケティングコース
    - グローバルビジネスコース

  - 情報ネットワーク学科
    - ITエンジニアコース
    - データサイエンスコース

#### 大学院
- 経営情報学研究科
  - 経営情報学専攻（博士前期課程・博士後期課程）

#### 別科
- 日本語、中国語、韓国語別科（2022年4月開設）
  - 春入学コース
  - 秋入学コース

#### 附属機関
- 学術研究所
  - ベンチャー支援センター
  - 国際交流センター
  - 地域情報センター
  - 生涯学習センター
  - 経営情報センター
- 附属図書館

## 学生生活

### 学園祭
九州情報大学の学園祭は「紫苑祭」と呼ばれており、同大学の学園祭実行委員会らにより運営される。

### 部活動
- 陸上部
- 相撲部

### サークル
- 茶道、華道
- 写真部→SNS等に写真を掲載
- 大宰府星空研究会→九州情報大学を拠点にし星空を撮影
- マーケティング実践研究会→マーケティングを企業や団体と実践
- e-Sports同好会→2023年4月1日発足
- フットサル愛好会

## 大学関係者と組織

### 大学関係者組織
九州情報大学には「九州情報大学同窓会」と称する同窓会が置かれている。九州情報大学の卒業生や修了生だけでなく、麻生福岡短期大学の卒業生も会員に含まれている。

### 大学関係者一覧
- 経営情報学科　　　　　
  - 教授
    - 小川雄平 -研究科長 (国際経営論・貿易論・東アジア経済論）
    - 井上善海 -学部長・ 中小企業経営研究センター長 (経営学・経営戦略・事業創造・中小企業経営)

#### 著名な出身者
- 東龍強（元大相撲力士）
- 竜王浪勝照（元大相撲力士）
- 入江正登（元大相撲力士）

## 施設

### キャンパス

#### 太宰府キャンパス
- 使用学部：経営情報学部
- 使用研究科：大学院経営情報学研究科
- 使用附属施設：学術研究所、附属図書館
- 交通アクセス：西鉄太宰府線太宰府駅

北緯33度31分28.6秒 東経130度32分25.8秒

#### 博多駅東サテライトキャンパス
- 使用学部：（なし）
- 使用研究科：経営情報学研究科
- 使用附属施設：（なし）
- 交通アクセス：JR山陽新幹線・九州新幹線・博多南線・鹿児島本線・福岡市営空港線「博多駅」

北緯33度35分25.8秒 東経130度24分58.3秒

## 公式サイト
- 九州情報大学

座標: 北緯33度31分28.6秒 東経130度32分25.8秒 / 北緯33.524611度 東経130.540500度